# Bahnhof Schopp
Der Bahnhof Schopp ist die Eisenbahnbetriebsstelle der rheinland-pfälzischen Ortsgemeinde Schopp. Er besitzt zwei Bahnsteiggleise. Der Bahnhof liegt im Verkehrsverbund Rhein-Neckar (VRN) und gehört zu dessen Tarifzone 824. Die Anschrift des Bahnhofs lautet Bahnhofstraße 16.
Er wurde am 1. August 1913 als Durchgangsbahnhof der Biebermühlbahn Kaiserslautern–Pirmasens eröffnet, die im selben Jahr ihre Vollendung erfuhr. Das Empfangsgebäude steht unter Denkmalschutz.

## Lage
Der Bahnhof befindet sich am nordwestlichen Siedlungsrand etwas unterhalb der Gemeinde Schopp im Talgrund der Moosalb. Am ihm kreuzt ein Feldweg samt Anrufschranke. Die Biebermühlbahn verläuft in diesem Bereich in Nord-Süd-Richtung, annähernd parallel zur Bahnstrecke befindet sich zudem die Bundesstraße 270. Letztere trennt den Bahnhof vom übrigen Siedlungsgebiet des Ortes.

## Geschichte

### Vorgeschichte
Bereits 1838 und damit rund ein Jahrzehnt vor der Eröffnung der Pfälzischen Ludwigsbahn, der ersten Bahnstrecke innerhalb der Pfalz, kaufte die Gemeinde Schopp so genannte „Eisenbahnobligationen“. Dennoch blieb ein Eisenbahnanschluss des Ortes aus; der nächstgelegene Bahnhof befand sich im rund zehn Kilometer entfernten Kaiserslautern. Mitte der 1860er Jahre setzte sich Schopp schließlich vehement für eine Bahnverbindung von Kaiserslautern bis nach Pirmasens ein. Ein erster Entwurf aus dem Jahr 1864 sah eine Streckenführung über die Vogelweh, Hohenecken, Schopp, die Biebermühle und Rodalben vor.
Im Folgejahr erwähnte ein Komitee, dem Vertreter aus Kaiserslautern, Waldfischbach und Schopp angehörten, mehrere Vorteile einer solchen Strecke. So würde beispielsweise der Holztransport aus den Revieren von Johanniskreuz und Trippstadt von ihr profitieren.
1866 folgte ein weiterer Entwurf, der weitestgehend dem heutigen Streckenverlauf entsprach. Die für die Pfalz (Bayern) zuständige Krone Bayern erteilte einer zeitgleich geplanten Strecke von Landau nach Zweibrücken jedoch Vorrang. Eine geplante Verbindung zwischen Kaiserslautern und Pirmasens hielt das Handelsministerium aufgrund der Topographie und der dünnen Besiedlung nicht für sinnvoll.

### Planung, Bau und Eröffnung (1870–1913)
Die Bestrebungen, eine Durchbindung der 1875 zeitgleich mit der Zweibrücker Strecke eröffneten Stichbahn Biebermühle–Pirmasens bis nach Kaiserslautern zu forcieren, kamen jedoch nicht zum Erliegen. Schon in den 1860er Jahren hatte der Distriktsrat von Waldfischbach die Festlegung der Trasse der Strecke Landau–Zweibrücken kritisiert. 1872 erhielten die Pfälzischen Eisenbahnen eine Anfrage der Stadt Kaiserslautern, die sich auf die geplante Verbindung nach Pirmasens bezog. Deren Direktor Albert von Jäger entgegnete, dass die Organisation so viele Projekte zu bewältigen habe, dass die Strecke nicht realisiert werden könne. Eine weitere – ebenfalls erfolglose Anfrage – stammt aus dem Jahr 1887.
1894 wurde im Auftrag des Bürgermeisteramtes Kaiserslautern ein Entwurf erstellt, der von Baukosten in der Höhe von 4,4 Millionen Mark ausging, davon rund ein Drittel für Umbaumaßnahmen der Bahnhöfe in Kaiserslautern und Biebermühle. Ein Jahr später folgte die Eingabe nach München. Jakob von Lavale, Nachfolger des zwischenzeitlich verstorbenen Jäger, lehnte eine Umsetzung abermals ab. Daraufhin fand eine Versammlung in der Kaiserslauterer Fruchthalle statt, die aus Protest gegen diese Haltung resultierte. Dies führte zu mehreren Vorschlägen über den Verlauf.
Am 29. Mai 1900 wurde das Gesetz „die Herstellung von Bahnen lokaler Bedeutung in der Pfalz betreffend“ verabschiedet, das den Bahnbau garantierte. 1904 folgte die Eröffnung des Abschnitts Biebermühe–Waldfischbach. Die Vollendung verzögerte sich durch die ungünstigen topographischen Verhältnisse. So musste südlich von Schopp beispielsweise ein Gefälle überwunden werden und aus Sicherheitsgründen das Gelände einer dort befindlichen Pulvermühle umfahren werden. Am 30. Juli 1913 fand schließlich die Eröffnungsfeier statt, zwei Tage später wurde der reguläre Verkehr freigegeben. Zum Zeitpunkt seiner Eröffnung besaß der Bahnhof Schopp Signale und Ausweichgleise.

### Weitere Entwicklung
1922 erfolgte die Eingliederung des Bahnhofs in die neu gegründete Reichsbahndirektion Ludwigshafen. Im Zuge der Auflösung der Ludwigshafener Direktion wechselte er zum 1. April 1937 in den Zuständigkeitsbereich der Direktion Saarbrücken.
Nach dem Zweiten Weltkrieg war die Biebermühlbahn zwischen Steinalben und Waldfischbach in Folge der Kampfhandlungen unterbrochen, so dass durchgehende Züge erst 1946 wieder möglich waren. Zur selben Zeit gliederte man den Bahnhof in die Bundesbahndirektion Mainz ein, der alle Bahnlinien innerhalb des neu geschaffenen Bundeslandes Rheinland-Pfalz zugeteilt wurden. 1971 gelangte er im Zuge der Auflösung der Mainzer Direktion in den Zuständigkeitsbereich ihres Saarbrücker Pendants.
Nachdem in den 1970er Jahren mehrere Unterwegshalte aufgelassen wurden, war Schopp bis zur Wiedereröffnung des Haltepunkts Galgenschanze neben Steinalben und Waldfischbach eine von drei verbliebenen Betriebsstellen zwischen Pirmasens Nord und Kaiserslautern Hbf. Zudem stellt er neben Waldfischbach eine von zwei verbliebenen Kreuzungsmöglichkeiten dar.

## Bauwerke

### Empfangsgebäude
Beim Empfangsgebäude handelt es sich um einen Walmdachbau im Heimatstil, dessen Wartehalle in offener Ausführung erfolgte. Vom Baustil her weist es Ähnlichkeiten mit seinen Pendants entlang der stillgelegten Bachbahn Lampertsmühle-Otterbach–Reichenbach auf, die ebenfalls in den 1910er Jahren errichtet worden war. Noch Mitte der 1980er Jahre besaß es einen Fahrkartenschalter, für den der Fahrdienstleiter zuständig war. Ersterer wurde am 31. Dezember 2002 geschlossen. In der Folgezeit wurde das Bauwerk an ein örtliches Immobilienunternehmen verkauft. Anschließend begutachtete die Denkmalpflege das gesamte Areal und stufte das Bahnhofsgebäude als Kulturdenkmal ein.

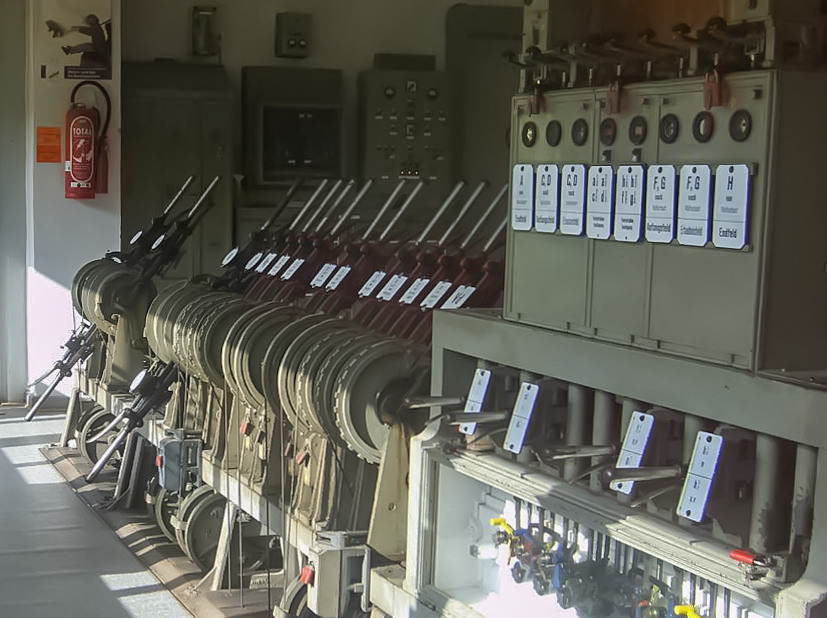
Stellwerk im Bahnhofsgebäude

Im Gebäude selbst ist ein mechanisches Stellwerk – offizielle Abkürzung Sf – in Einheitsbauart untergebracht, das am 1. Januar 1954 in Betrieb genommen wurde und ein Außenstellwerk ersetzte.

### Bahnsteige
| Gleis | Nutzbare Länge | Bahnsteighöhe | Aktuelle Nutzung                                     |
| ----- | -------------- | ------------- | ---------------------------------------------------- |
| 1     | 163 m          | 20 cm         | keine regelmäßige Nutzung                            |
| 2     | 163 m          | 20 cm         | Regionalbahnen Richtung Kaiserslautern und Pirmasens |

## Verkehr

### Personenverkehr
Im ersten Betriebsjahr des Bahnhofs fuhren täglich sieben durchgehende Züge von Kaiserslautern nach Pirmasens und 18, die ausschließlich zwischen Kaiserslautern und Schopp verkehrten. Da bereits ein Jahr später der Erste Weltkrieg ausbrach, reduzierte sich das Angebot deutlich. In den 1970er Jahren verkehrten neben Zügen, die an allen Unterwegsstationen hielten, auch solche, die lediglich die größeren Stationen wie Schopp anfuhren. Teilweise wurden diese bis nach Mainz, Frankfurt und Würzburg durchgebunden. Ende der 1980er Jahre entfielen diese Verbindungen jedoch.
Heute verkehrt hier stündlich die Regionalbahn RB 64 Kaiserslautern–Pirmasens.

### Güterverkehr
Im Güterverkehr besaß der Bahnhof lange Zeit eine große Bedeutung. So erhielt er 1934 bereits eine Diesellokomotive des Typs Kö I. Nach dem Zweiten Weltkrieg bewältigte eine Rangierlok vom Pirmasenser Güterbahnhof aus den örtlichen Güterverkehr. In den 1980er Jahren bedienten vormittags zwei Nahgüterzüge vom Rangierbahnhof Einsiedlerhof an der Bahnstrecke Mannheim–Saarbrücken aus den Bahnhof sowie Pirmasens und dessen Umland. Dabei gelangte die Fracht zunächst zum Bahnhof Pirmasens Nord, von dem aus diejenige Fracht für die Bahnhöfe Waldfischbach, Steinalben und Schopp vom restlichen Zug getrennt wurde. Das frühere Ladegleis im Schopper Bahnhof wurde zwischenzeitlich demontiert.